# 주머니

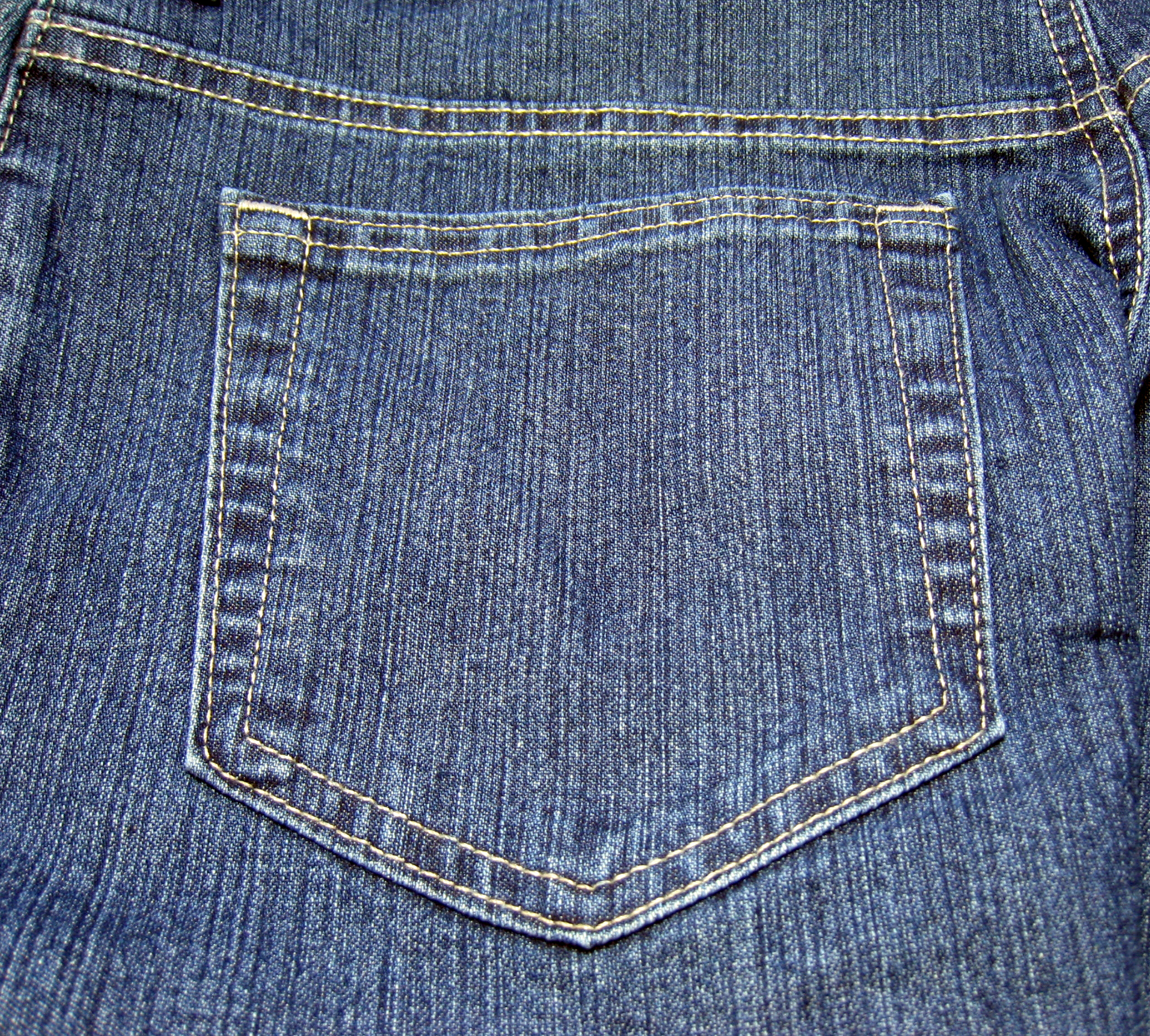
톱스티치를 넣은 청바지 뒷쪽의 패치 포켓의 모습.

주머니는 작은 물품을 담기 위한 도구이다. 가방이나 옷에 봉투 모양으로 덧댄 호주머니(胡-)를 일컫기도 한다.

## 주머니 만들기

### 재료 준비
주머니의 재료를 고를 때에는 옷감의 성질과 색깔이 주머니의 용도에 알맞은 것으로 선택해야 한다. 일반적으로 면과 합성 섬유의 혼방 직물이 적당하며, 보통 정도의 두께에 약간 빳빳한 것이 튼튼하고 바느질하기에 좋다.
마름질을 정확하게 하려면 먼저 종이로 본을 뜬 다음, 그 본에 따라 마름질해야 한다. 일단 만들려고 하는 주머니의 크기가 결정되면 종이로 본을 뜨고 필요한 옷감의 양을 계산한다. 본뜰 종이로는 얇고 부드러운 원형지가 주로 이용되며, 옷감의 양은 주머니의 모양과 크기에 따라 달라지는데, 본에 시접을 더한 크기의 두 배 정도가 필요하다.

### 본뜨기
본뜨기를 할 때에는 우선 본의 가로 길이와 세로 길이를 산출해야 한다. 예를 들어, 밑면의 가로가 18cm, 세로가 12cm, 주머니 높이가 20cm인 주머니를 만든다면, 밑면의 가로와 세로를 합한 길이인 30cm가 본의 가로의 길이가 되고, 주머니 높이 20cm에 밑면 세로 길이의 1/2인 6cm와 끈 끼울 단의 너비 2cm를 더한 28cm가 본의 세로의 길이가 된다. 가로 30cm, 세로 28cm의 직사각형을 그린 다음에 윗변에 2cm 내려온 위치에 윗단선을 긋고, 밑변의 양쪽 끝에 한 변이 6cm인 정사각형을 그려 바느질선을 표시한다.

### 마름질
준비된 옷감의 안쪽이 밖으로 나오도록 두 겹으로 접은 다음, 그 위에 본을 올려놓고 시침 핀으로 고정시킨다. 초크로 본의 외곽선을 따라 완성선을 표시한 뒤, 이 선에서 사방으로 1.5cm 떨어진 위치에 가위질선을 표시하고, 표시된 가위질선을 따라 옷감을 자른다. 본에 표시된 나머지 선은 먹지와 룰렛을 이용하여 옷감에 표시하고, 표시가 끝나면 본을 떼어 낸다.

### 바느질
마름질과 선 표시가 끝나면 바느질에 필요한 용구를 준비한 다음, 순서에 맞추어 차근차근 바느질해 나간다.
먼저 윗단 부분의 끝을 제외하고 나머지 가장자리를 휘갑치기하여 올풀림을 막아야 완성된 주머니의 속이 깨끗하게 된다. 휘갑치기가 끝난 옷감은 안쪽이 밖으로 나오도록 겹쳐서 윗부분을 제외한 주머니 둘레를 성긴 홈질로 시침질한다. 이 때 시침질하는 선의 위치는 완성선에서 0.2cm 정도 떨어진 시접부에 한다.시침질이 끝나면 주머니의 완성선을 따라 세 변을 박음질한다. 이 때 위에서 7.5cm 떨어진 곳까지는 단과 트기를 만들 부분이므로 박음질하지 않는다. 박음질이 끝나면 시침질한 실을 뜯어 낸다. 윗단을 만들 때에는 시접분 1.5cm를 안으로 꺾어 넣고 단분을 접은 다음, 단 끝에서 0.2 ~ 0.3cm 떨어진 위치에 바늘땀이 0.3cm 정도 되게 잔 홈질을 한다. 이 때 홈질을 되돌려 반복하면 튼튼하고 모양도 정돈되어 보인다.
밑면을 만들 때에는 우선 옆솔기가 중심이 되게 하여 양쪽 옆면을 접는다. 물건의 두께만큼의 길이에서 시침핀을 수직 방향으로 꽂아 고정시킨 다음, 양쪽 모서리를 촘촘히 박음질한다.
끈은 매듭용 끈이나 장식용 끈, 또는 옷감의 남는 부분을 활용하여 만든 가는 끈을 사용한다. 60cm 정도 길이의 끈을 두 개 준비한다. 준비된 끈의 한쪽 끝에 안전핀을 꽂아 단 사이로 통과시켜서 처음 시작한 위치까지 되돌아오면 양쪽 끝을 매듭으로 묶는다. 반대쪽 구멍에서도 똑같은 과정을 반복하여 매듭이 양쪽에 위치하도록 한 다음, 양쪽에서 잡아당기면 주머니 입구가 오므라진다.

## 형태 (호주머니)

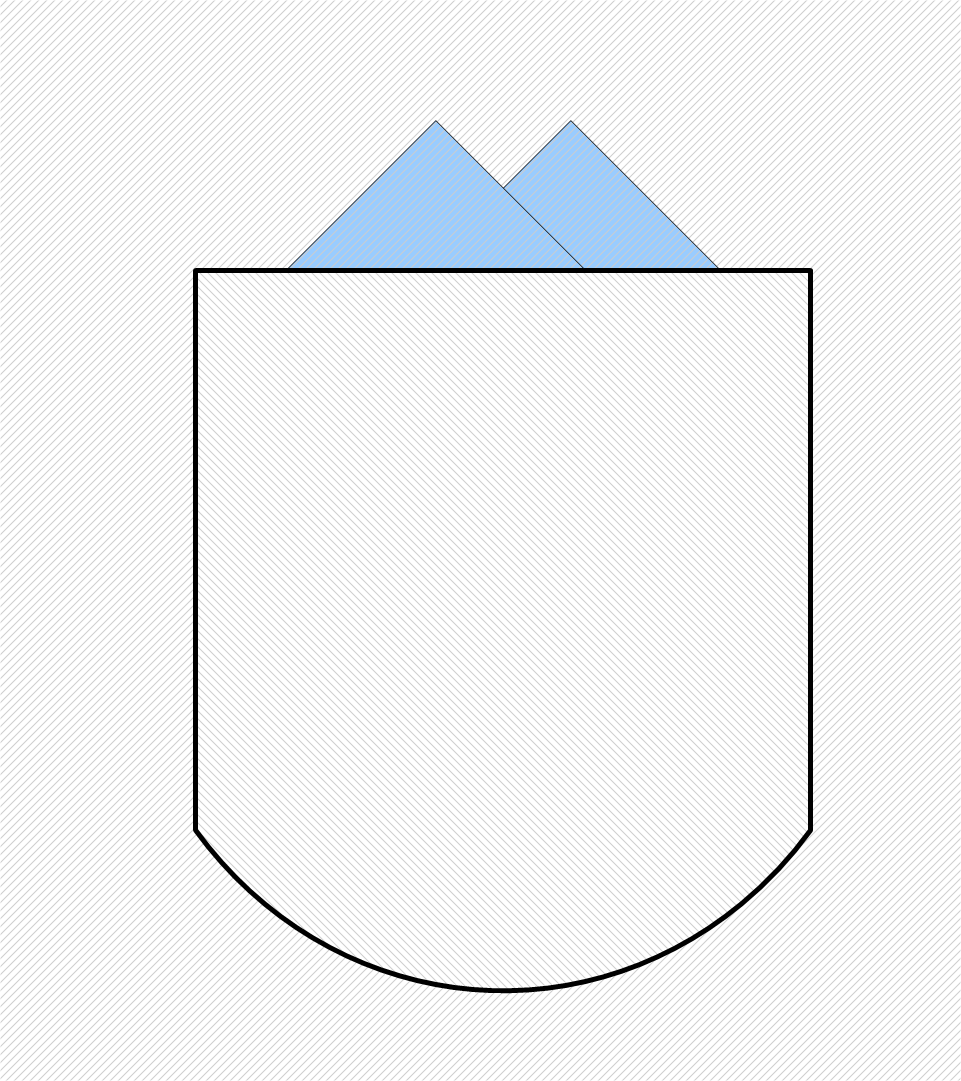
패치 포켓
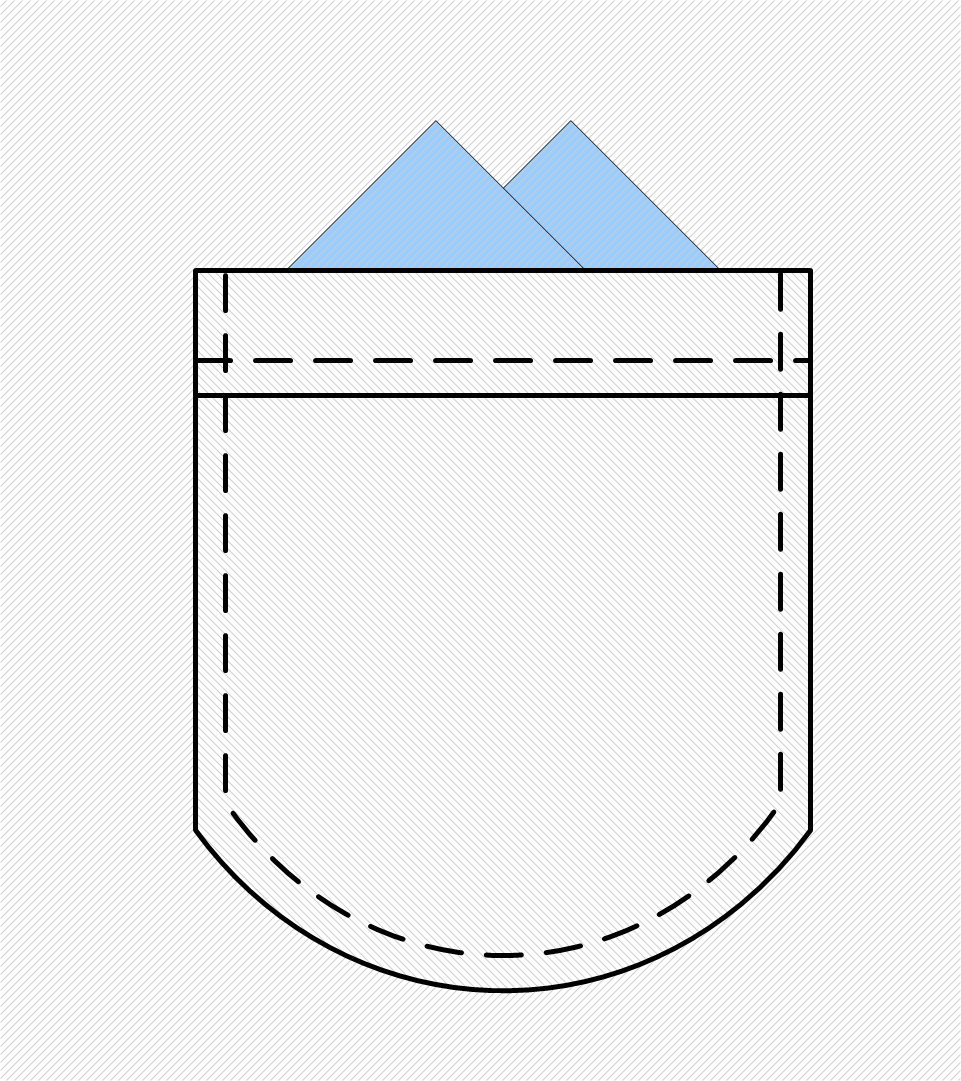
톱스티치를 넣은 패치 포켓
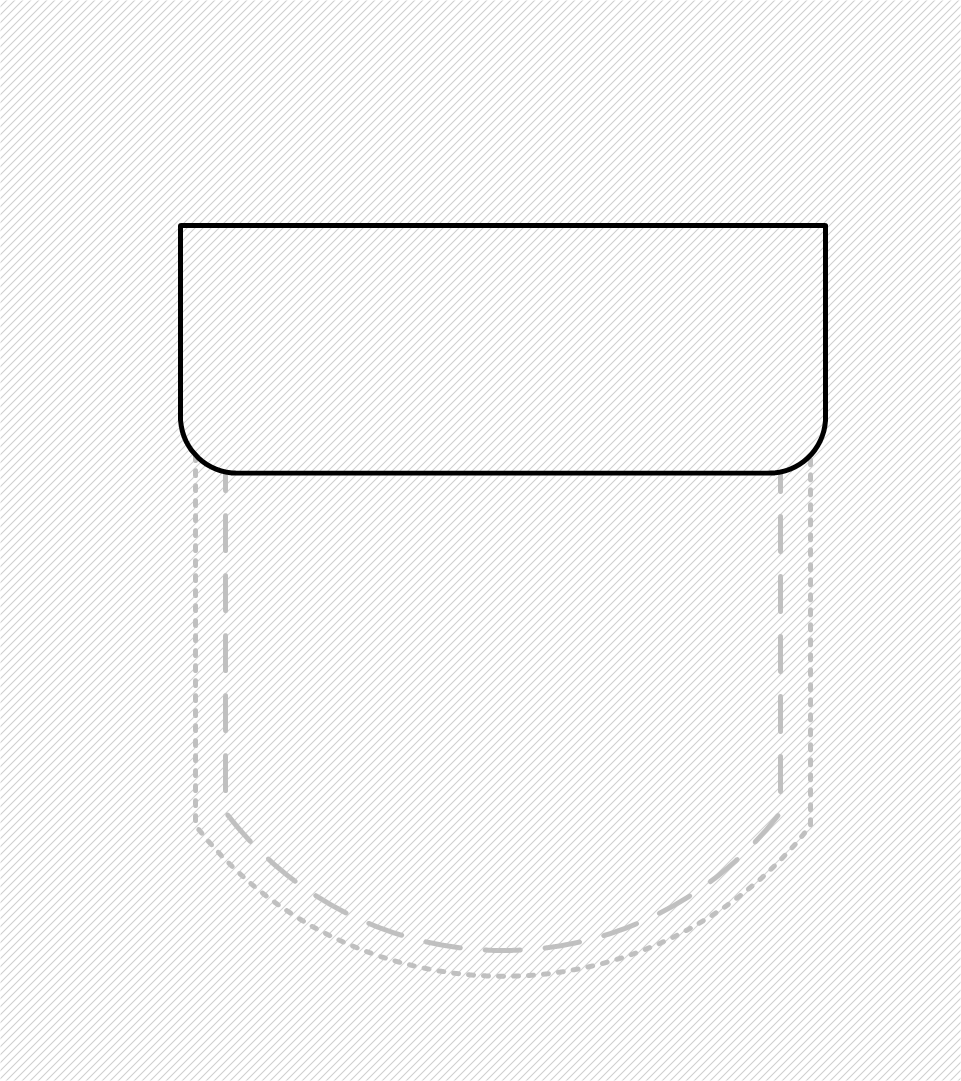
플팹 포켓
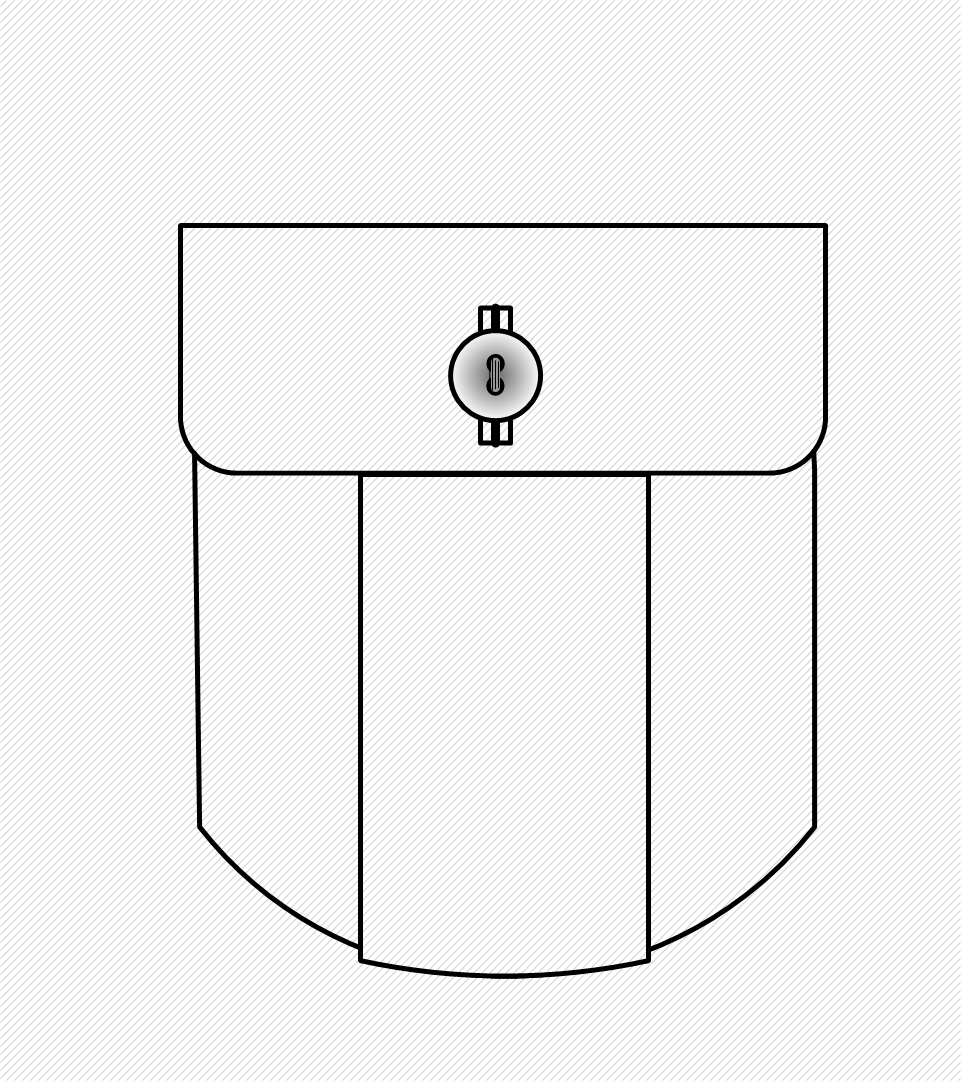
단추 달린 박스 플리트 패치 포켓
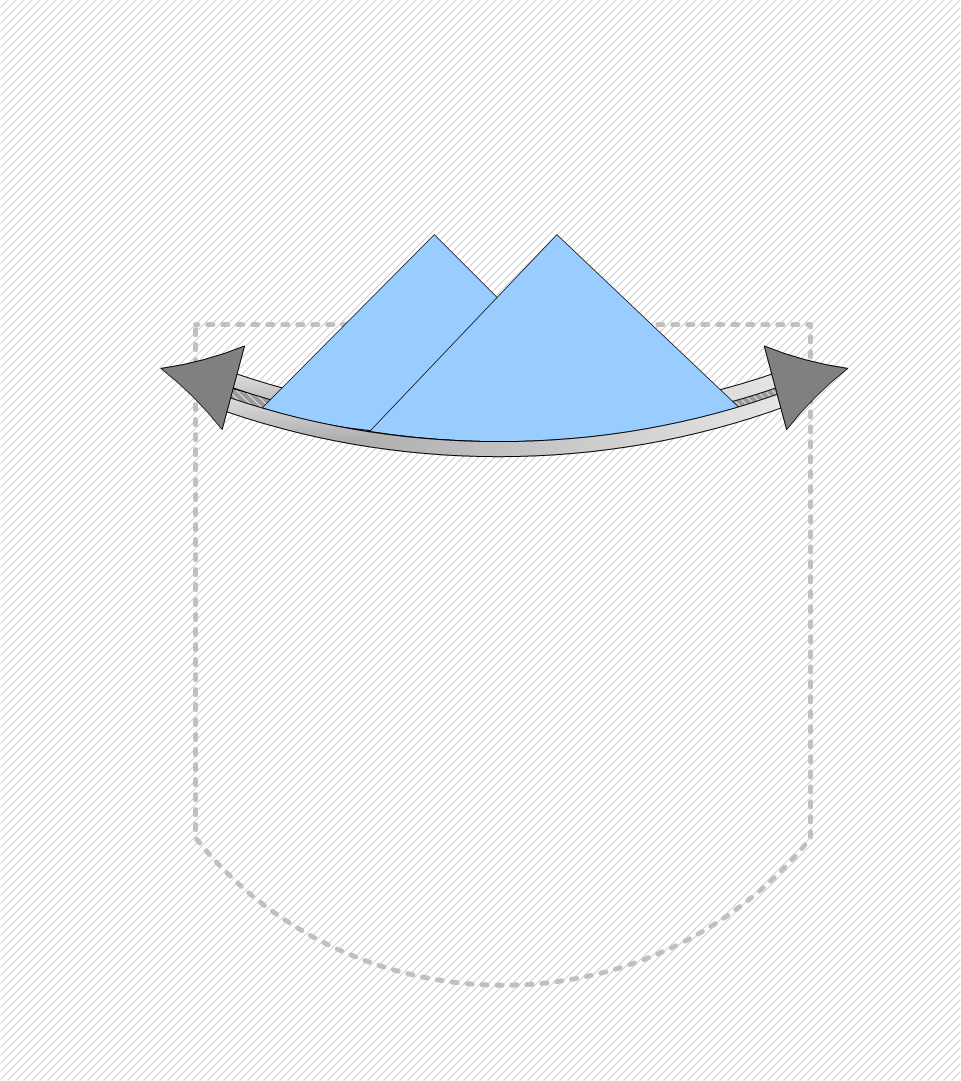
"웃는" 모양의, 가두리 장식을 달고 화살표로 강화한 슬릿 포켓. 전형적인 서부 양식
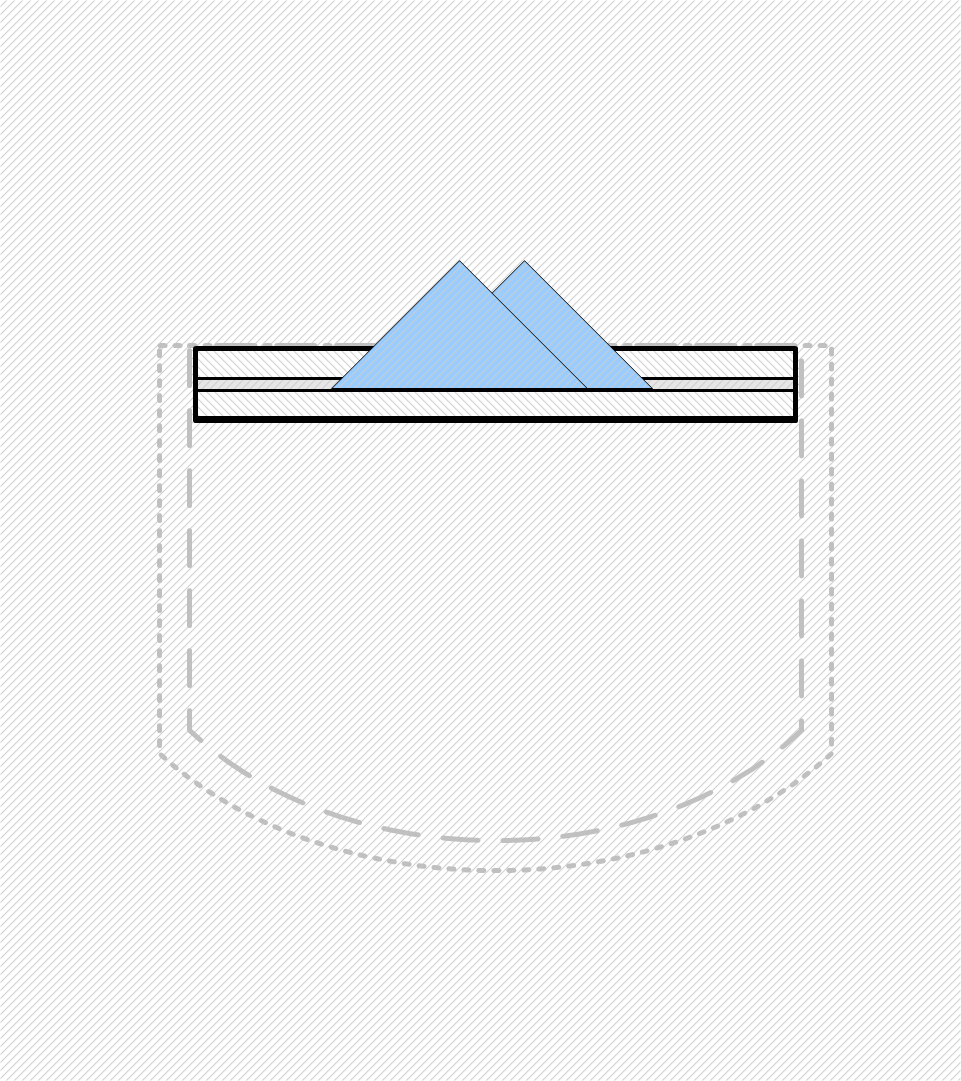
바운드 또는 더블 웰트 포켓
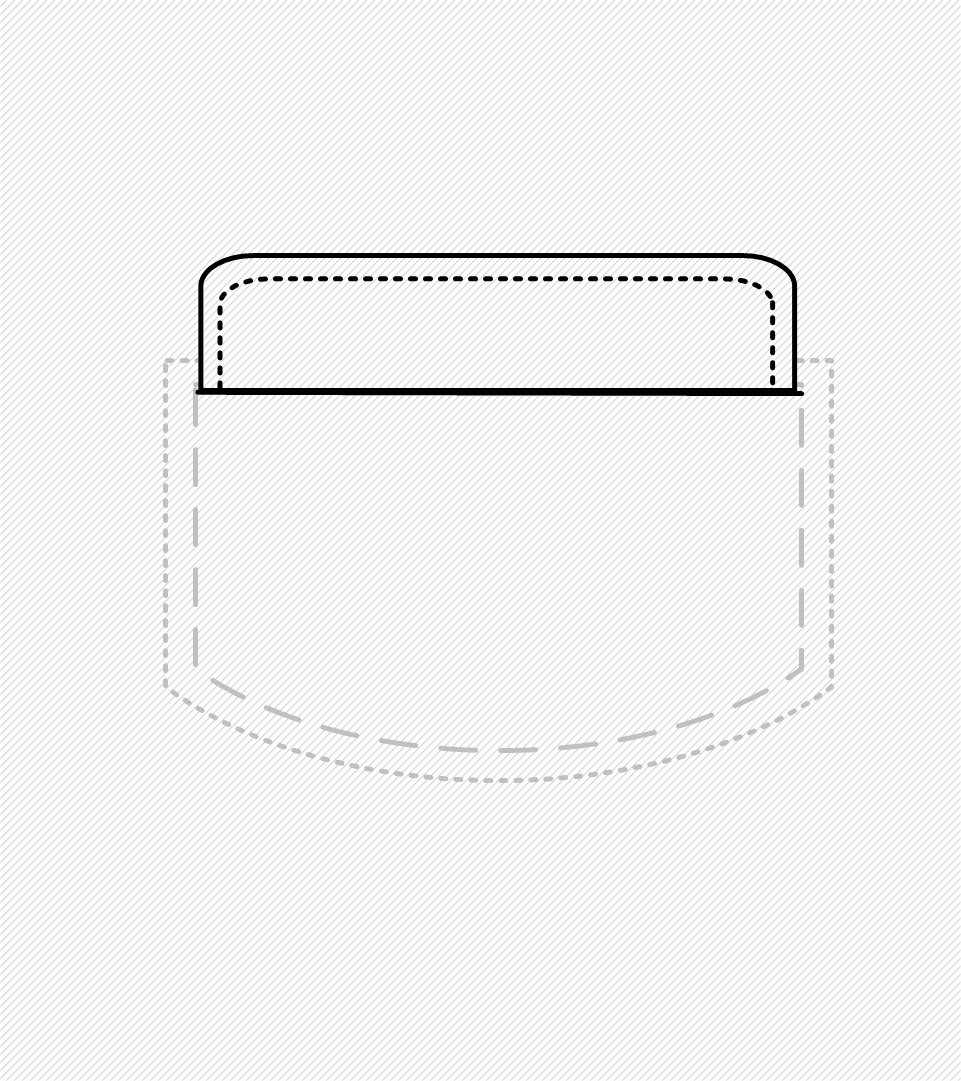
스탠드 또는 싱글 웰트 포켓
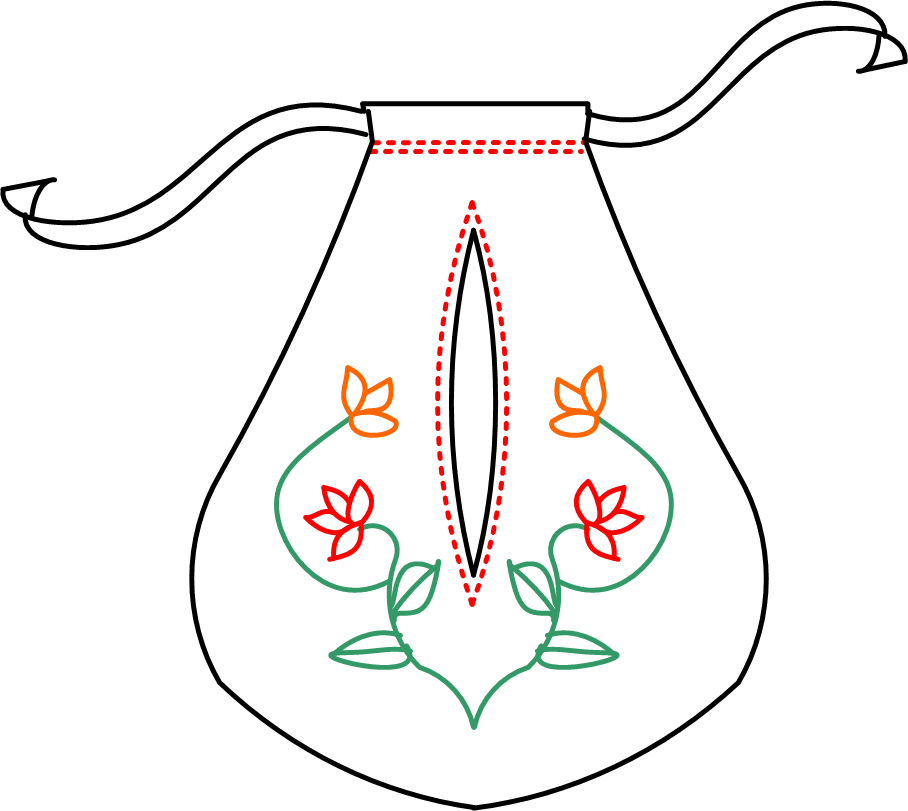
18세기풍의 거는 주머니
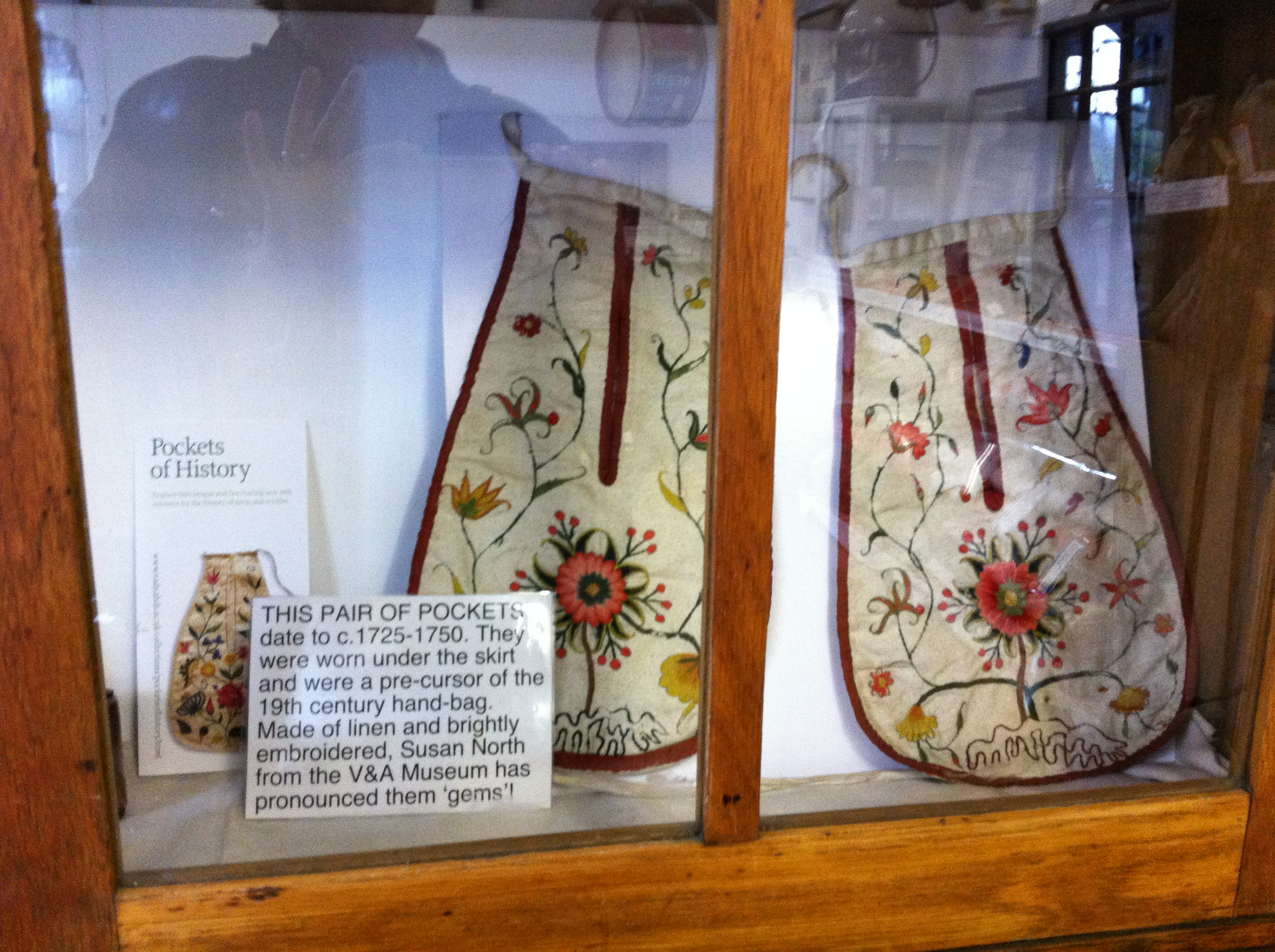
박물관에 전시된 18세기의 주머니
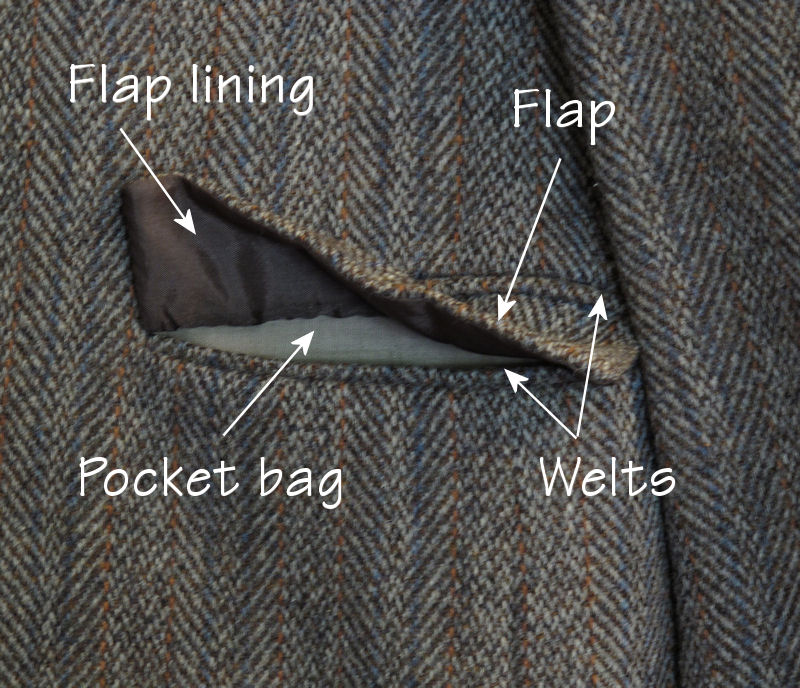
맞춘 주머니의 일부
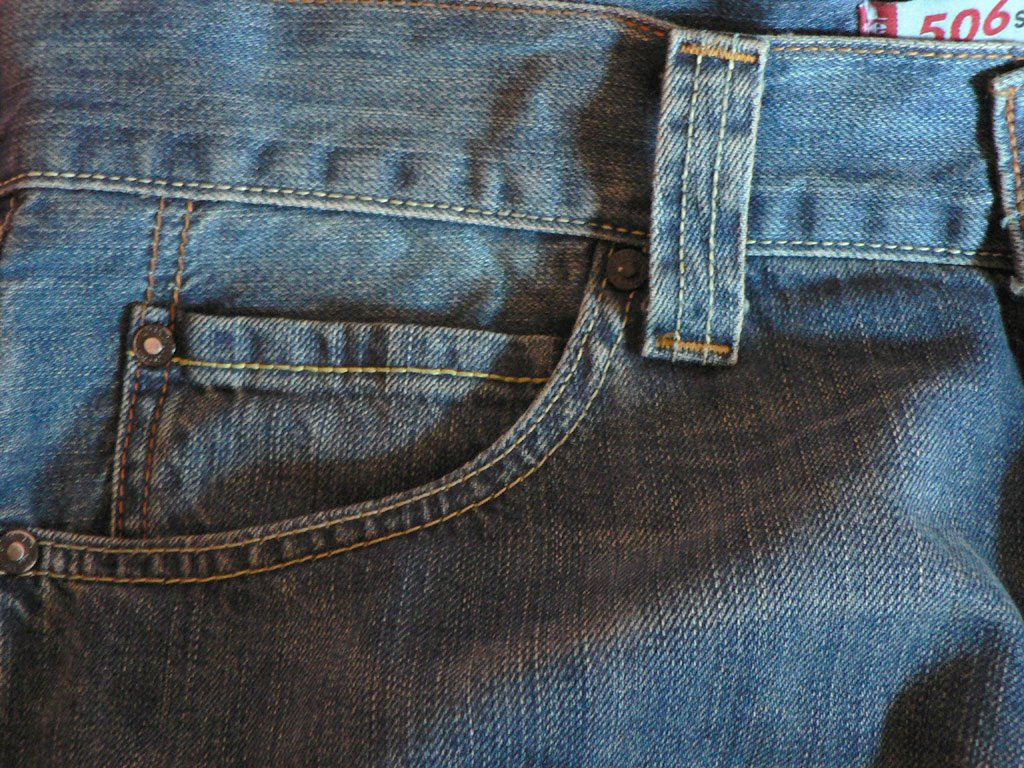
안에 회중시계 주머니가 있는 뒷주머니 또는 프런티어 포켓

## 같이 보기
- 오방낭